# المؤتمر الإسلامي البورمي
كان المؤتمر الإسلامي البورمي (يُرمز بـBMC) حزبًا سياسيًا مسلمًا في بورما (ميانمار حاليًا).

## التاريخ
تأسس الحزب في نفس الوقت تقريبًا الذي تأسس فيه حزب عصبة الحرية الشعبية المناهضة للفاشية (AFPFL)، التي أصبحت تابعة لها في ديسمبر 1945. أصبح أول رئيس للحزب ،يو رزاق، رئيسًا لفرع ماندالاي في عام 1946. بعد ذلك تم تعيين رزاق وزيرًا للتعليم والتخطيط في حكومة أونغ سان، وهو المنصب الذي شغله حتى اغتياله إلى جانب سان.
بعد وفاة رزاق، خلفه الأمين العام يو خين ماونغ لات رئيسًا للحزب. أصبح عضوًا في المجلس الأعلى للاتحاد، وعُين وزيراً للعدل في عام 1950، وهو المنصب الذي شغله حتى عام 1958. بعد بضعة أشهر من الاستقلال في عام 1948، طلب رئيس الوزراء الجديد يو نو أن يترك BMC AFPFL. ردًا على ذلك، قرر يو خين ماونغ لات التوقف عن الأنشطة الدينية الإسلامية للحزب وإعادة الانضمام إلى AFPFL. في عام 1954، طلب المجلس الأعلى للاتحاد من اللحزب أن يندمج بالكامل في AFPFL وأن يتوقف عن الوجود كمنظمة مستقلة. على الرغم من رفض هذا الطلب في البداية، إلا أن الحزب قد اندمج في عام 1956.
أعيد تأسيس الحزب على الفور من قبل يو ثان مينت، الذي نقله إلى اليسار (توجه اليساري). انضم الحزب إلى التحالف الوطني للجبهة المتحدة في عام 1958، لكنه أنفصل عنه في عام 1960، غير الحزب اسمه إلى حزب المؤتمر (الكونغرس) وبدأ في حملة من أجل دولة منفصلة للمسلمين البورميين.